# Caripeta criminosa
Caripeta criminosa là một loài bướm đêm trong họ Geometridae.